# 고르틴 법전

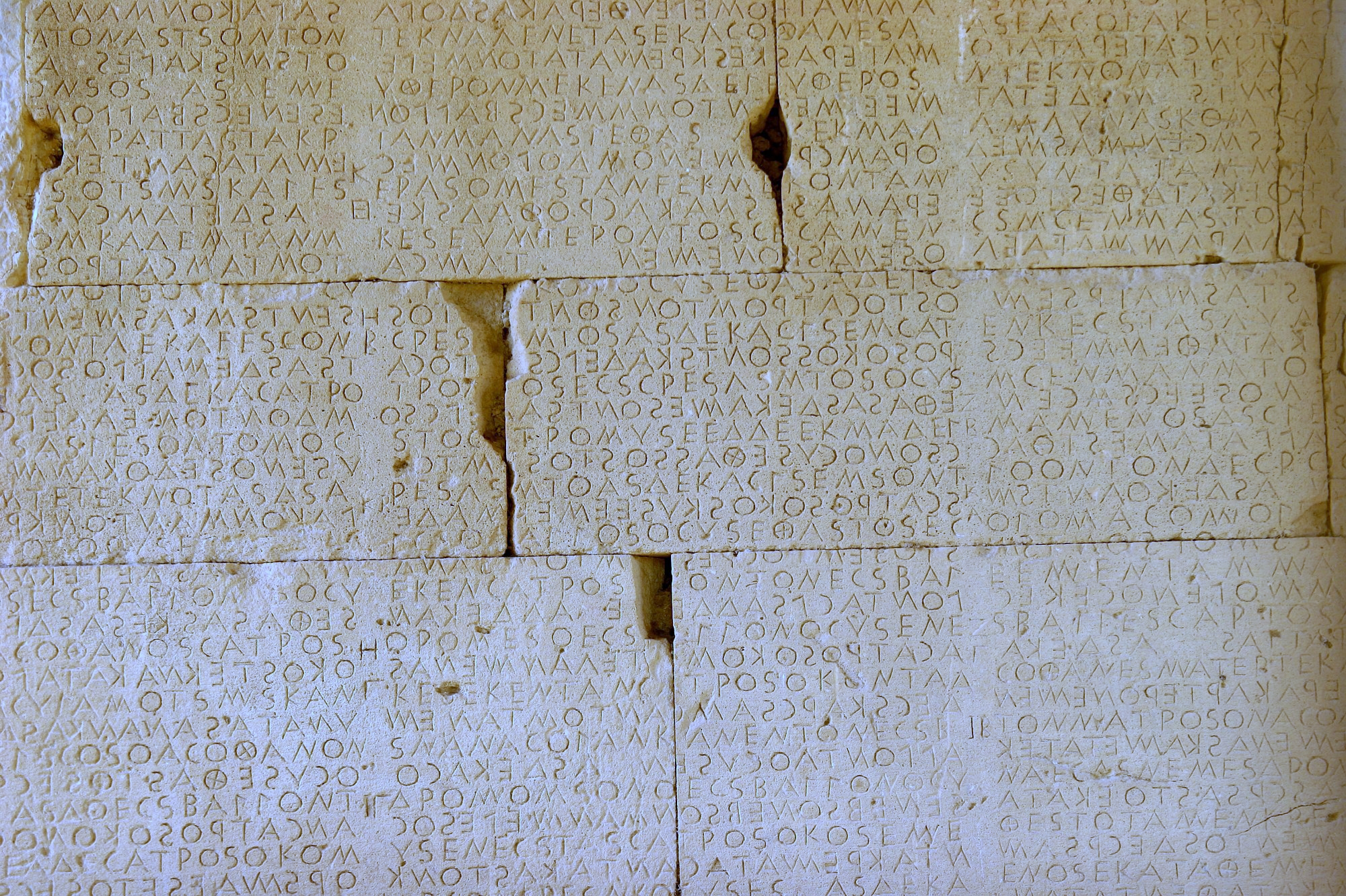
고르틴의 대법전

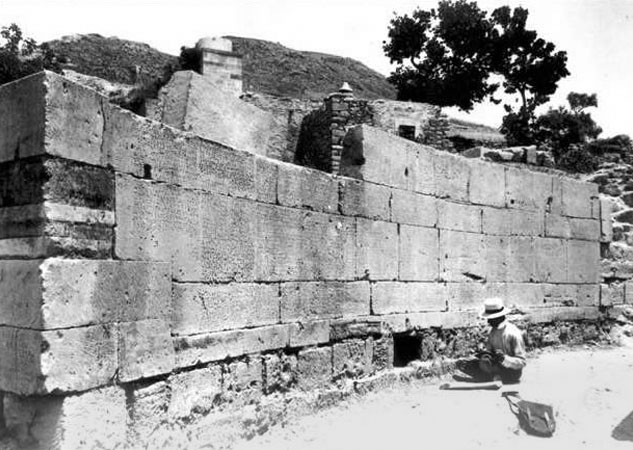
고르틴법전을 공부하는 할베르

고르틴 법전(대법전)은 남 크레타의 고대 그리스 도시국가 고르틴의 시민법의 성문화한 것이다. 법전 지식의 유일한 문헌은 조각난 좌우 교호 서법의 비문으로 고르틴의 시민 집회장이었을 수 있는 원형 벽에 있었다.
원래의 건물은 직경이 100피트였고 12칼럼의 문헌은 길이는 30피트 높이는 5피트의 벽에 남아있으며 60줄의 내용을 담고 있다. 더욱이 약간의 추가의 깨진 글이 남아있다. 소위 두 번째 문헌이다.
그것은 현존하는 최대의 연속된 그리스 비문 조각이며 증거는 그것이 한명의 석공의 작품이었다는 것임을 나타내고 있다.
비문은 기원전 5세기의 초반으로 거슬러 올라간다. 법전은 노예 소유권, 약탈과 불륜과 이혼시의 아내 또는 미망인의 권리, 이혼 후 태어난 아이들의 양육, 상속, 판매와 재산의 저당, 면죄, 서자, 양자와 같은 소재를 다룬다.
법전의 첫조각은 1850년대에 발견되었다. 이탈리아 고고학자 페데리코 할베르는 1884년 방아간 근처를 발굴하던 중에 네 개의 추가의 칼럼을 발견하였다.
이것은 분명히 더 큰 글의 일부였기 때문에 에네스트 패브리키우스와 팀은 나머지 영역을 발굴할 허가를 얻었다. 그들은 8 칼럼 더 발견하였는데 그 돌들은 기숸전 1세기에서 로마인 오데이온의 샘의 일부로 재활용되었다.
법전이 새겨진 벽은 이제 부분적으로 재구성되었다.
대법전은 도리아 방언으로 쓰였고 크레타에 산재한 많은 법 비문 중의 하나이다. 그러나 이상하게도 고대 크레테에서의 법이 아닌 글은 매우 적게 남아있다.
법전은 크레타법의 전통과  일치한다. 크레타법은 전체로서 다루어지며 아테네 외에서 발견되는 고대의 법의 실체의 집성을 나타낸다. 크레타법의 전체 집성은 세가지 넓은 분류로 나뉠 수 있다.
제일 오래된것은 기원전 600년에서 기원전 525년까지의 법으로 아폴로 피티오스 사원의 계단과 벽에 새겨져 있다.
그 다음 순차는 기원저 525년에서 기원전 400년사이의 집회장 또는 근처의 벽에 기록된 대법전을 포함하며 이오니아 특징을 포함하여 기원저 4세기로 연대 추정되는 법이 따른다.
비록 모든 글들이 조각으로 존재하지만 그들은 법의 계속적인 교정의 증거를 보인다.
고대의 기록에서 법의 개발을 추정하는 것이 가능하였다. 특히 여자의 줄어드는 권리와 고대그리스의 노예의 증가하는 권한을 보였다. 그리고 또 우리에게 공공법의 약간의 특색을 유추할 수 있게 하였다.
그리스 이전의 법과 사회를 조명하는 대법전의 높은 중요성은 그것을 비문의 여왕으로서 언급할 만큼 시적인 순간으로 약간의 고전론자를 이끌었다.

## 같이 보기
- 고대 그리스의 법률